# La Déférence de saint Louis pour sa mère
La Déférence de saint Louis pour sa mère est un tableau peint par Fleury François Richard en 1808. Il représente Louis IX de France, au chevet de Marguerite de Provence sa femme venant de perdre un enfant, qui quitte cette chambre sur ordre de Blanche de Castille, sa mère, qui souhaite par cela maintenir son autorité.

## Histoire
Fleury Richard présente pour la première fois son tableau au Salon de Paris de 1808 en compagnie de Marie Stuart, reine d’Écosse. La Déférence fait aussi partie des quatre œuvres d'inspiration troubadour exposées de nouveau par l'artiste au Salon de 1814.
En 2014, il est prêté au Musée des Beaux-Arts de Lyon dans le cadre de l'exposition L'invention du passé. Histoires de cœur et d'épée en Europe, 1802-1850.